# Rami Malek
Rami Said Malek (/ˈrɒmi sɒid mælɛk/; sinh ngày 12 tháng 5 năm 1981) là một nam diễn viên người Mỹ gốc Ai Cập. Anh trở nên nổi tiếng với vai diễn chính Elliot Alderson trong loạt phim truyền hình được khen ngợi và đánh giá cao của USA Network, Mr. Robot, bộ phim giúp anh thắng giải Critics' Choice và giải Primetime Emmy cho "Nam diễn viên chính xuất sắc nhất trong loạt phim truyền hình". Anh cũng nhận đề cử của các giải thưởng Golden Globe, giải Screen Actors Guild và giải TCA.
Malek cũng đã thủ vai các nhân vật đáng chú ý trong phim ảnh và truyền hình như Vua Ahkmenrah trong phim Night at the Museum, loại phim hài của Fox, The War at Home (2005–2007), loạt phim ngắn của HBO, The Pacific (2010), Larry Crowne (2011), bộ phim của đạo diễn Paul Thomas Anderson, The Master (2012), bộ phim độc lập Ain't Them Bodies Saints (2013), và bộ phim kịch tính được giới phê bình ca ngợi Short Term 12 (2013).

## Tiểu sử
Malek sinh ra ở Los Angeles, California, cha mẹ của anh là người Ai Cập. Người cha quá cố của anh từng là một hướng dẫn viên tại Cairo, và sau đó bán bảo hiểm. Mẹ anh là một kế toán. Anh cũng có tổ tiên là người Hy Lạp. Malek lớn lên trong đức tin Chính Thống Coptic. Anh có một người anh song sinh giống hệt mình tên là Sami, trẻ hơn anh bốn phút, và là một giáo viên. Anh cũng có một người chị là một bác sĩ y khoa. Malek theo học tại trường trung học Notre Dame ở Sherman Oaks, California, nơi anh tốt nghiệp vào năm 1999 cùng với nữ diễn viên Rachel Bilson. Malek theo học tại trung học cùng với Kirsten Dunst, người đã từng cùng tập luyện trong tầng hầm và cùng học tại lớp sân khấu âm nhạc với anh. Anh nhận bằng Cử nhân văn bằng Mỹ thuật năm 2003 của Trường Đại học Evansville ở Evansville, Indiana.

## Sự nghiệp

### 2004–09: Khởi nghiệp

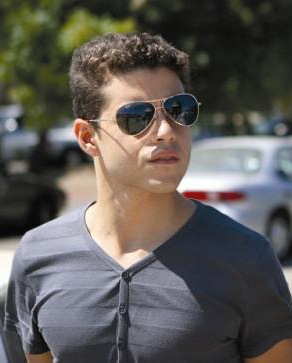
Nam diễn viên Rami Malek thăm Trại Pendleton vào tháng 8 năm 2007.

Năm 2004, Malek bắt đầu sự nghiệp diễn xuất của mình với vai trò khách mời trong bộ phim truyền hình Gilmore Girls. Năm 2005, anh nhận được Giải thưởng của Nghiệp đoàn Diễn viên Màn ảnh cho vai diễn của anh trong bộ phim truyền hình về chiến tranh của đạo diễn Steven Bochco, Over There, anh xuất hiện trong hai tập phim. Cùng năm đó, anh xuất hiện trong một tập của phim Medium, và được chọn vào vai diễn nổi bật Kenny, trong bộ phim truyền hình hài của Fox,The War at Home.
Năm 2006, Malek có vai diễn đầu tiên của anh trên phim nhựa, Pharaoh Ahkmenrah trong bộ phim hài Night at the Museumvà tái diễn trong các phần tiếp theo của bộ phim Night at the Museum: Battle of the Smithsonian (2009) và Night at the Museum: Secret of the Tomb (2014).
Vào mùa xuân năm 2007, anh đã xuất hiện trên sân khấu như "Jamie" trong Vitality Productions, người trao giải trên sân khấu cho The Credeaux Canvas của Keith Bunin tại sân khấu Elephant ở Los Angeles.

### 2010–15: Đột phá
Trong khi quay hình cho bộ phim Night at the Museum, Malek quay trở lại với truyền hình năm 2010 trong một vai diễn định kỳ như là người ném bom tự sát Marcos Al-Zacar trong mùa 8 của bộ phim 24, của đài Fox. Cuối năm đó, anh đã nhận được sự khen ngợi đối với vai diễn Corporal Merriell "Snafu" Shelton trong bộ phim ngắn giành giải Emmy của đài HBO, bộ phim về Thế chiến thứ hai, The Pacific.
Trong quá trình quay phim The Pacific, Malek đã gặp nhà điều hành sản xuất Tom Hanks, người đã bị ấn tượng mạnh bởi sự diễn xuất của anh và sau đó mời anh vào vai sinh viên đại học Steve Dibiasi trong bộ phim nhựa Larry Crowne, phát hành tháng 7 năm 2011.
Sau giai đoạn đó, Malek tham gia diễn các vai phụ trong những bộ phim lớn. Tháng 8 năm 2010, có thông báo rằng Malek sẽ vào vai ma cà rồng Benjamin trong bộ phim The Twilight Saga: Breaking Dawn – Phần 2. Năm 2013, anh thủ vai Nate, một nhân viên mới của một nhóm người trẻ tuổi, trong Short Term 12, đối mặt với Brie Larson. Anh cũng xuất hiện trong hai bộ phim của Spike Lee trong khoảng thời gian này, bộ phim làm lại vào năm 2012 từ bộ phim của Hàn Quốc Oldboy. Anh cũng có các vai diễn nhỏ trong phim Battleship, bộ phim được đề cử giải Oscar The Master, và phim Aint Them Bodies Saints.
Anh cũng xuất hiện trong vai Josh, một trong những diễn viên chính, trong Until Dawn, một trò chơi phát hành trên PlayStation 4 vào ngày 25 tháng 8 năm 2015. Anh đã lồng tiếng và minh họa chuyển động của nhân vật cho trò chơi.

### 2015–hiện tại:Mr. Robotvà thành công

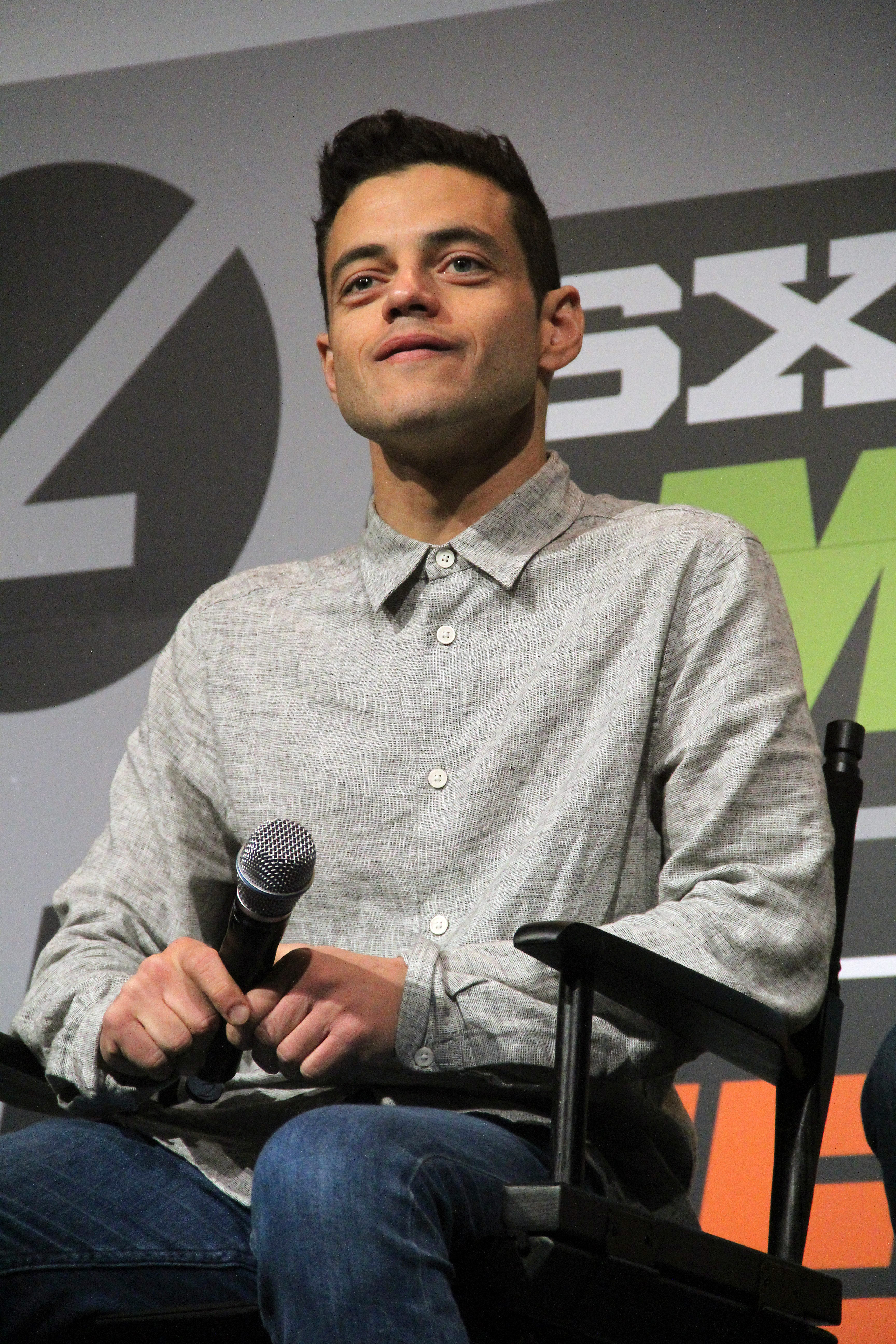
Rami Malek trong một buổi quảng bá phim Mr. Robot năm 2016.

Malek gần đây tham gia trong bộ phim tâm lý Mr. Robot được giới phê bình khen ngợi và đánh giá cao của USA Network, anh thủ vai một hacker máy tính, bộ phim được giới thiệu vào ngày 24 tháng 6 năm 2015. Vai diễn giúp anh nhận được các đề cử giải Dorian, giải Satellite, giải Golden Globe, và giải Giải thưởng của Nghiệp đoàn Diễn viên Màn ảnh, cũng như chiến thắng giải Critics' Choice Television cho "Nam diễn viên xuất sắc nhất trong phim truyền hình" và giải Primetime Emmy "Nam diễn viên chính xuất sắc nhất trong loạt phim truyền hình".
Tháng 9 năm 2016, Buster's Mal Heart, bộ phim điện ảnh đầu tiên mà Malek thủ vai chính, ra mắt tại Liên hoan phim Quốc tế Toronto và nhận được đánh giá tích cực. Trong đó, Malek vào vai một người đàn ông có hai cuộc sống, Jonah và Buster.
Tháng 8 năm 2016, có thông báo rằng Malek sẽ đồng xuất hiện cùng Charlie Hunnam trong vai Louis Dega trong một bộ phim làm lại theo phiên bản hiện đại của bộ phim năm 1973, Papillon.

## Phim

### Điện ảnh
| Năm  | Tựa phim                                  | Vai diễn               | Gi chú |
| ---- | ----------------------------------------- | ---------------------- | ------ |
| 2006 | Night at the Museum                       | Vua Ahkmenrah          |        |
| 2009 | Đêm kinh hoàng 2                          | Vua Ahkmenrah          |        |
| 2011 | Larry Crowne                              | Steve Dibiasi          |        |
| 2012 | Battleship                                | Lt. Hill               |        |
| 2012 | The Twilight Saga: Breaking Dawn – Phần 2 | Benjamin               |        |
| 2012 | The Master                                | Clark                  |        |
| 2013 | Ain't Them Bodies Saints                  | Will                   |        |
| 2013 | Short Term 12                             | Nate                   |        |
| 2013 | Oldboy                                    | Browning               |        |
| 2014 | Need for Speed                            | Finn                   |        |
| 2014 | Đêm ở viện bảo tàng: Bí mật hầm mộ        | Vua Ahkmenrah          |        |
| 2014 | Da Sweet Blood of Jesus                   | Seneschal Higginbottom |        |
| 2016 | Buster's Mal Heart                        | Jonah/Buster           |        |
| 2017 | Papillon                                  | Louis Dega             |        |
| 2018 | Bohemian Rhapsody                         | Freddie Mercury        |        |
| 2021 | Không phải lúc chết                       | Lyutsifer Safin        |        |
| 2022 | Amsterdam - Vụ án mạng kỳ bí              |                        |        |
| 2023 | Oppenheimer                               | David Hill             |        |

### Truyền hình
| Năm       | Tựa phim            | Vai diễn                 |
| --------- | ------------------- | ------------------------ |
| 2004      | Gilmore Girls       | Andy                     |
| 2005      | Over There          | Hassan                   |
| 2005      | Medium              | Timothy Kercher          |
| 2005–2007 | The War at Home     | Kenny                    |
| 2010      | 24                  | Marcos Al-Zacar          |
| 2010      | The Pacific         | Merriell "Snafu" Shelton |
| 2012      | Alcatraz            | Webb Porter              |
| 2012      | The Legend of Korra | Tahno (lồng tiếng)       |
| 2014      | Believe             | Dr. Adam Terry           |
| 2015–2019 | Mr. Robot           | Elliot Alderson          |

### Trò chơi
| Năm  | Tựa đề              | Vai                      |
| ---- | ------------------- | ------------------------ |
| 2004 | Halo 2              | Lồng tiếng nhiều vai     |
| 2014 | The Legend of Korra | Tahno                    |
| 2015 | Until Dawn          | Joshua "Josh" Washington |

## Giải thưởng và đề cử
| Năm  | Giải thưởng                                   | Danh mục                                                        | Phim              | Kết quả | Nguồn         |
| ---- | --------------------------------------------- | --------------------------------------------------------------- | ----------------- | ------- | ------------- |
| 2016 | Giải Satellite                                | Nam diễn viên xuất sắc nhất - Thể loại phim truyền hình         | Mr. Robot         | Đề cử   | [ 26 ]        |
| 2016 | Giải Quả cầu vàng                             | Nam diễn viên xuất sắc nhất - Thể loại phim truyền hình         | Mr. Robot         | Đề cử   | [ 26 ]        |
| 2016 | Giải Critics' Choice Television               | Nam diễn viên xuất sắc nhất - Thể loại phim truyền hình         | Mr. Robot         | Thắng   | [ 27 ]        |
| 2016 | Giải Dorian                                   | Diễn xuất trên truyền hình của năm – Danh mục nam diễn viên     | Mr. Robot         | Đề cử   | [ 28 ] [ 28 ] |
| 2016 | Giải Dorian                                   | Ngôi sao đang lên                                               | Mr. Robot         | Đề cử   | [ 29 ] [ 30 ] |
| 2016 | Giải thưởng của Nghiệp đoàn Diễn viên Màn ảnh | Màn diễn xuất hay nhất bởi nam diễn viên trong phim truyền hình | Mr. Robot         | Đề cử   | [ 29 ] [ 30 ] |
| 2016 | Giải Primetime Emmy                           | Nam diễn viên chính xuất sắc nhất trong phim truyền hình        | Mr. Robot         | Thắng   | [ 31 ]        |
| 2019 | Giải Quả cầu vàng                             | Nam diễn viên chính xuất sắc nhất - Thể loại chính kịch         | Bohemian Rhapsody | Thắng   |               |
| 2019 | Giải Oscar                                    | Nam chính xuất sắc nhất                                         | Bohemian Rhapsody | Thắng   |               |